# フランスの言語政策

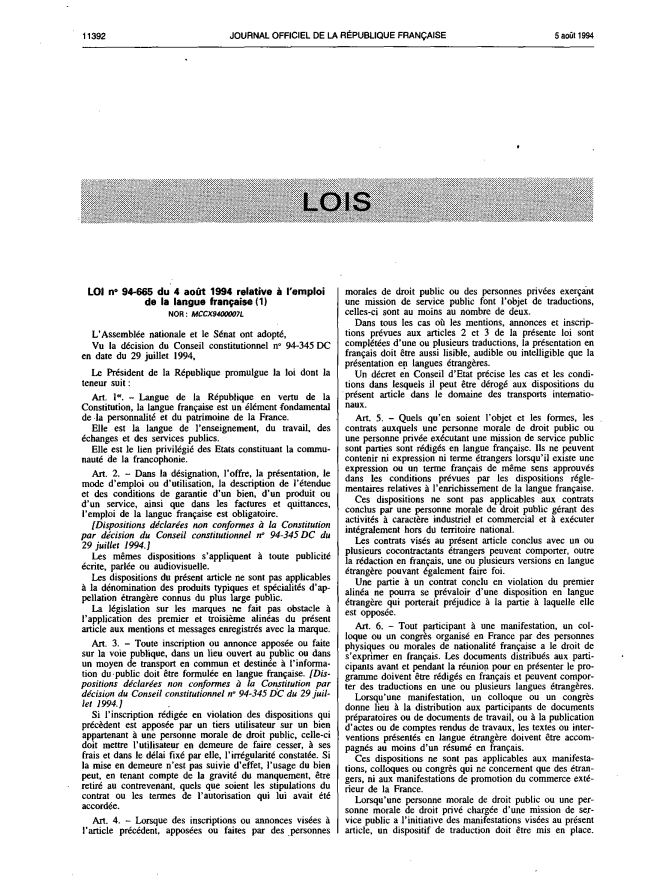
ツーボン法が掲載された新聞

フランスの言語政策（フランスのげんごせいさく　仏: Politique linguistique de la France）ではフランス政府の言語に対する姿勢と、これに関連した政治的論争について説明する。

## 概要
フランスは成立から現在に至るまでフランス語のみを唯一の公用語と定めている。フランス政府は出版物などに対して使用言語の直接的な統制は行っていないが、さまざまな法律によって商業や政治などの重要な部分においてフランス語が優位に立つよう整備している。2006年、アメリカに本社を置く企業がフランス支社で英語を優先的に使用した事でツーボン法(en)に抵触し、罰金刑を科せられた。フランス国内（海外領土を含む）でのフランス語の優遇策だけでなく、フランス政府は欧州連合などの国際機関においてもフランコフォニー国際機関のような機関を通してフランス語の地位向上運動を進めている。
しかしそのフランスにはフランス語以外の無数の地方言語が存在していて、日常で話されている。フランス政府はフランス語の普及政策の過程で、これら少数言語の存在に対する十分な配慮がされていないと指摘される。事実、これらの言語はいかなる公的地位も与えられていない。言語学者・ベルナール・セルキリーニは、1999年のレポートで「フランス領内にはヨーロッパ地方言語・少数言語憲章に基づいた保護を受けられる地方言語が75種類存在する」と発表した。フランスはドイツ・イタリア・イギリス・スペインが参加したこの憲章へ署名をしたものの、その施行を拒んでいる。
フランス議会は2008年7月の憲法改正で地方言語の部分的保護を約束した。

## フランス国内に存在する地方言語の一覧
- ラテン系

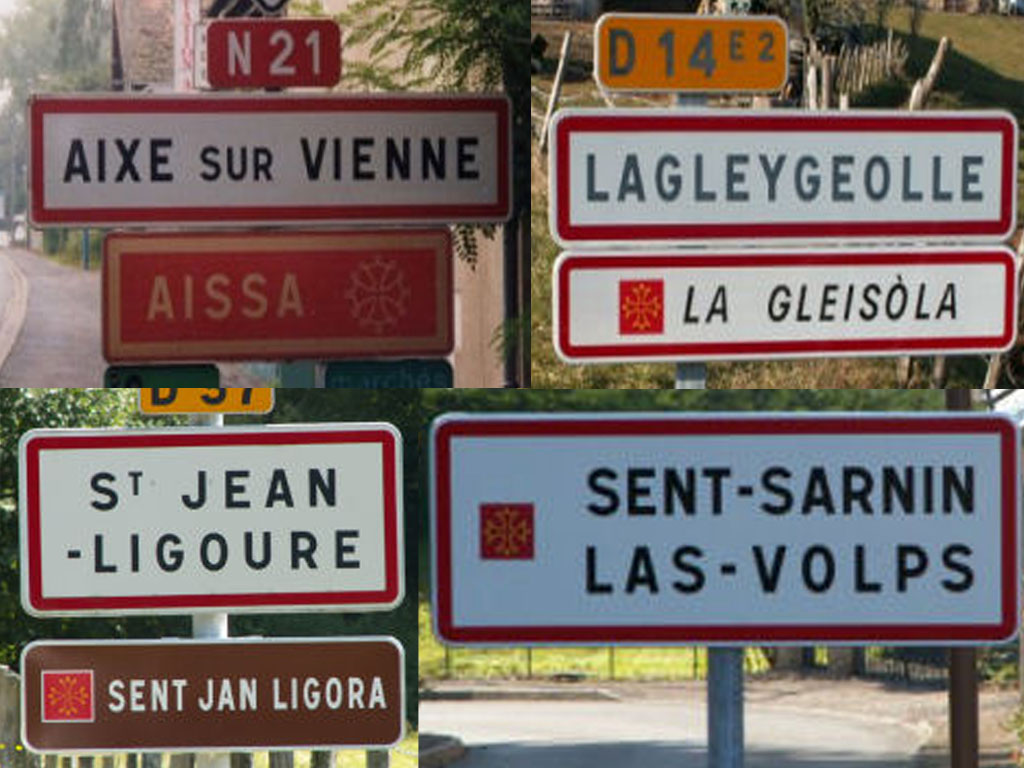
リムーザン語とフランス語で書かれた看板

  - フランス語を除くオイル語（シャンパーニュ語、ガロ語、ピカルディ語、ノルマン語、ワロン語）
  - オック語（ラングドシャン語、プロヴァンス語、ニサール語、ガスコーニュ語、リムーザン語）
  - カタルーニャ語
  - アルピタン語
  - イタリア語（コルシカ語を含む）
- ゲルマン系
  - アレマン語
  - フランコニア語
  - オランダ語（西フラマン語）
- ケルト系
  - ブルトン語
- 孤立した言語
  - バスク語

### 現状
フランス語を除くオイル諸語とアルピタン語は非常に危険な状態にある。また他の言語は十分な話者を持つが、危険な状態に晒されている事に違いはない。
第二次世界大戦後の1950年代ですら、100万人のブルターニュ住民がブルトン語を第一言語として使用した。特に西ブルターニュの田園地方は圧倒的にブルターニュ語が優勢で、フランス語を理解できる人間は殆どいなかった。しかし上述のフランスの言語政策によって今日はおよそ25万人にまでブルトン語話者は減少し、加えて話者の高齢化が進んでいる。他の地域の言語もオック語などが似た様な劣悪な状態に置かれたが、アレマン語とコルシカ語の話者は根強い抵抗運動を展開した。
また地方言語の正確な普及状態は、国勢調査などにおけるフランス政府の不手際によってしばしば把握が難しい状態にある。
各国で地方言語の保護が検討される中、フランス議会はヨーロッパ地方言語・少数言語憲章への署名を拒絶した上で、なんら実効性を伴わない保護条約の制定のみに留めた。フランス政府によって行われた言語問題に対する円卓会議は、双方の意見の違いを明確にする結果を生み、ジャン＝ピエール・ラファラン政権によって始められた地方分権政策も地方言語に力を与える結果はもたらさなかった。

## 歴史

### 中世から近世

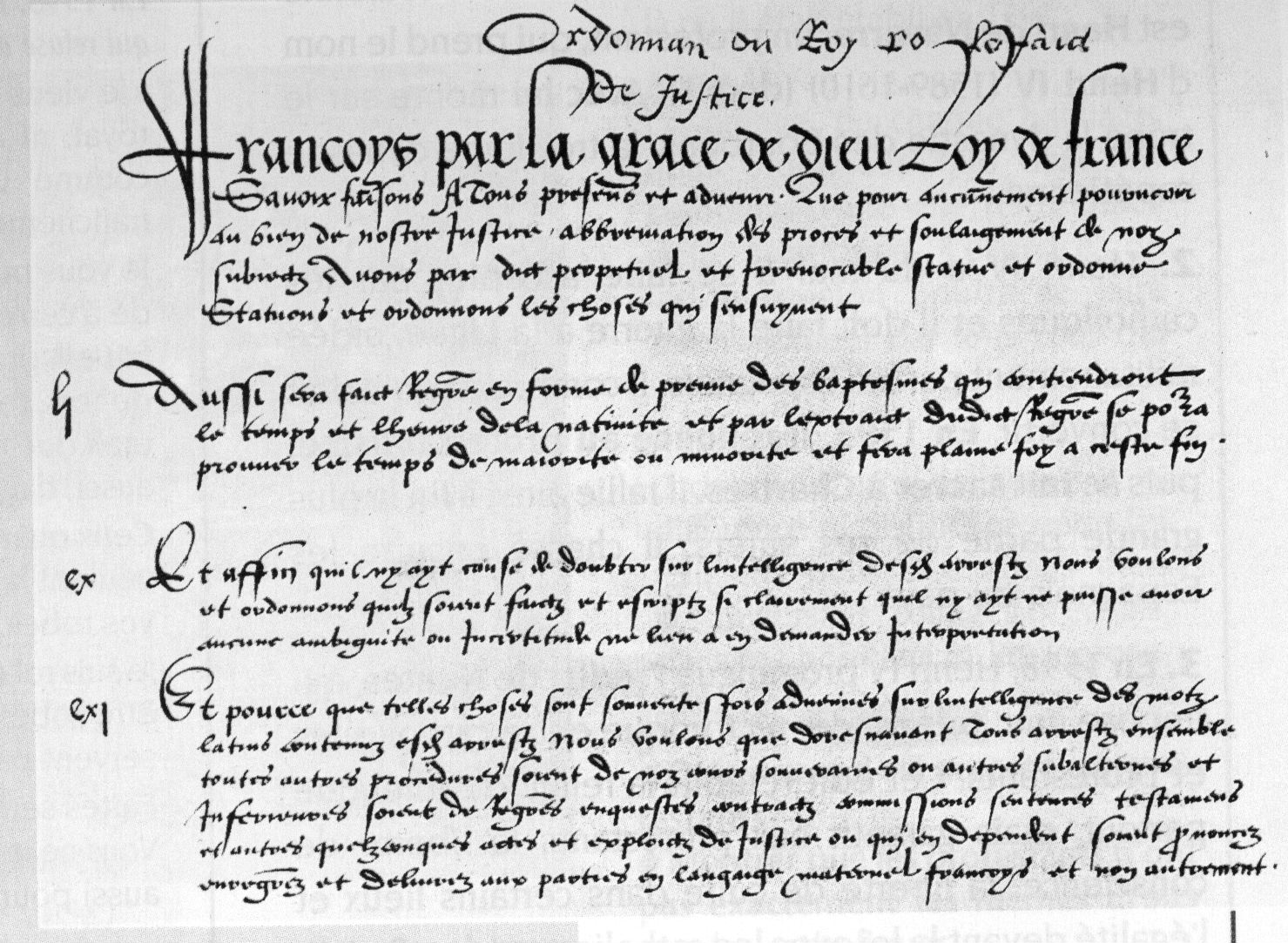
ヴィレル＝コトレの勅令

アンリ・グレゴワール

フランスの諸言語

1539年のヴィレル＝コトレの勅令は、行政と法律に関して王国の公用語を「標準フランス語」（フランシア語）に設定した。それまで公文書はローマカトリック教会に追随する形で、中世ラテン語で書かれていて、フランス語は他のフランスで話されていた諸言語と同じく公的な地位を持たなかった。1626年にはフランスの言語の用法、語彙、文法を整備する政府機関として機能してアカデミー・フランセーズが成立、フランス語の辞典を出版するなどの運動（近年は英語からの影響の排除を進めている）を行った。
とはいえ現実的な実用性などからしばしばアカデミー・フランセーズの要求は無視された。

### フランス革命
1789年にフランス革命が起きるまで、フランス政府は言語問題に対して曖昧な態度を取り続けていた。共和革命によって王家が倒された後も、革命政府は民衆主体の観点から共和国の住民に「言語の自由」を宣言した。しかし革命政府は反政府勢力（王党派）の基盤である古い地方制度や議会、法律を一掃する為に強力な中央集権化を断行せねばならなくなった。その過程で地方言語も槍玉に挙げられ、「地方に反啓蒙主義を保つ元凶」と見なされ、「言語の自由」は撤回された。新たに掲げられたイデオロギーでは、地方言語は根絶すべき存在であり、国家団結の象徴としてフランス語を公用語として強制する事が奨励された。
だがこの時代ではまだ「滅ぼされるべき」とされた地方言語の勢威は圧倒的であり、前述のイデオロギーを熱狂的に推進したジャコバン派のアンリ・グレゴワールは「世界で最も先進的な政治制度に移行した我が国も、言語についてはバベルの塔の時代から変わらない。2500万人のフランス人の内、フランス語を話せるのは300万人に満たないのだから」と嘆いた。
アンリ・グレゴワールの論文は同年、革命政府に公的な場で用いられる言語、および学校教育で用いられる言語をフランス語のみとするという二つの法律を生む結果に繋がった。ほどなくフランス語は、フランス国家団結の象徴として称揚されたが、革命政府にはこうした言語統制を実行する時間も資金も不足していた。

### 第三共和制
革命から100年後の1880年代に成立したフランス第三共和制ごろになると効果が現れ始める。政府は近代化政策の中でも特に地方人口での初等教育の普及による識字率の増加を重要視していて、こうした過程でフランスで最も話者数を確保していて、また教育現場での運用実績も積んでいたフランス語を識字率政策の対象にした。
革命からの一世紀の間にかなり多くの新聞や書物、科学的論文などでフランス語が優先的に使用されるようになっていた。小学校で唯一許可される言語はフランス語のみで、授業と関係のない時間帯の私語ですら禁止され、違反者には厳しい罰が与えられた。1918年、アルザス地方でのアレマン語（アルザス語）の使用が公的に禁止された。1925年、アナトール・ド・モンヅィ教育大臣は「言語統一の為、ブルトン語は抹消されねばならない」と演説した。
地方言語の話者は、学校教育の場で大きな不利を蒙った事も後押しとなって、自らの母語を恥じる様に仕向けられた。そして時間と共に多くの話者は自らの子供に祖先の言葉を教えるのを止めて、フランス語だけで話そうとするように追い詰められた。

### 第四・第五共和制
第二次世界大戦後に成立した第四共和制及び第五共和制の時代、上記の中央集権的な言語政策の見直しが検討された。新たな法律は中学校での地方言語の教育に一定の許可を与え、小学校での規制を全廃した。かつて対象にされたブルトン語での新聞が刊行され、1964年にはテレビで初めてその使用が政府によって30秒のみではあるものの許可された。
徐々に復興の兆しを見せ始めた地方言語ではあったが根強い反発も存在し、1972年の時点ですらジョルジュ・ポンピドゥー大統領が「我が国に地方の言語や文化を保護する場所はない」と演説している。1992年、フランス政府は共和国憲法を「共和国の言語はフランス語である」と新たに改正した。そして1994年、ジャック・トゥーボン文化相の主導により、フランス語を言語として正確に保存する見地から「ツーボン法」(Loi Toubon／英語: Toubon Law）と呼ばれる関連諸法制が制定された。ツーボン法により、外来語（特に英語）の使用について、例えば広告における外国語文章の仏語訳や、ラジオ放送における歌詞付き楽曲の4割をフランス語の歌とするなど、一定の制限が課せられることになった。

### ヨーロッパ地方言語・少数言語憲章に関する論争
1999年、リオネル・ジョスパン首相は欧州各国が参加していたヨーロッパ地方言語・少数言語憲章（ECRML）に署名、地方言語の保護政策へと大きく舵を切った。だが国内の強硬派がこれに猛反発し、加えて憲法評議会もフランス憲法が「共和国の言語はフランス語である」とする以上、地方言語の保護は憲法違反だと批判した。結局、ジョスパン政権は署名は行ったが、批准は断念せざるを得なかった。しかし同憲章はフランスが伝統的に牽引してきた欧州連合によって推進される国際憲章で、これに反対する事は地方文化の軽視のみならず欧州連合の一致した行動に反する事に繋がる。必然的に上記の騒動はフランス国内を二分する論争に発展した。
批判側の意見としては「フランスの国家的分裂を招く」とするものである。地方で話されている言葉を言語と認めればそれは郷土意識と結び付いて新たな民族意識を生み、それが数十の地域に亘ればフランスがいわばバルカン化（バルカン半島化）するという理屈である。こうした論者はそれを防ぐ為という恫喝的な内容で言語の強制統一を主張する。もう一つの反論は既成事実ではあるが既にフランス語は浸透しており、言語学的観点だけで地方言語を保護するのは経済面で不合理であるという批判である。
政治風刺を得意とする左派系週刊誌シャルリー・エブドは「原住民は彼らの方言、ああ失敬、言語を話すことができるそうだ。もう笑われる事もなく。」という見出しを掲載した。
最終的に論争はジャック・シラク大統領による政治的圧力で打ち切られた。シラクは組織化された地方コミュニティに一定の権限を与える事を約束する一方で、批准自体は「フランスの統一を脅かす」として反対した。現在、EU加盟国で同憲章を批准していないのはフランスのみである。

## 批判

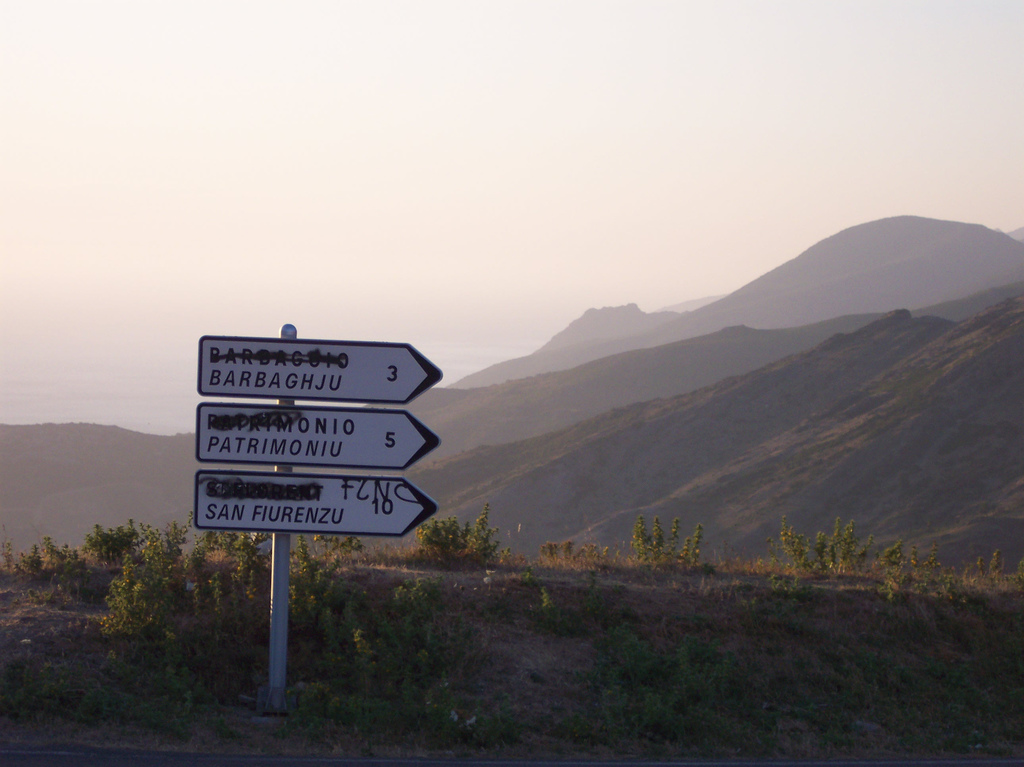
フランス語の部分が塗りつぶされた標識

右翼・左翼問わず様々な勢力からフランスの言語政策は批判を受けている。1970年代には分離主義、地方主義運動が地方（例えばブルターニュやオクシタニア）で発露した。フランスの地域言語の教育は、ブルターニュ、バスク、オクシタニア、北カタルーニャで維持された。ブルターニュでは州議会や市民が二ヶ国語での学校教育を希望しているのにも拘らず、フランス政府は難色を示したままである。教育機会の減少は若年層でのブルターニュ話者の減少を招いている。
また二ヶ国語の道路標識のうち、フランス語の部分を削り取る行為も一般的な抗議方法として各地で見られている。彼ら地方主義者の多くはツーボン法を憎悪の対象にしている。

## 引用
1. ↑  American Bar Association Report: French court fines US company for not using French language in France
2. ↑  （フランス語）Les langues de la France, Report of Bernard Cerquiglini
3. ↑  Article 75-1: (a new article): "Les langues régionales appartiennent au patrimoine de la France" ("Regional languages belong to the patrimony of France"). See （フランス語）Loi constitutionnelle du 23 juillet 2008.
4. ↑  （フランス語） La langue française » La politique linguistique aujourd'hui on the site of Académie française
5. ↑  Loi constitutionnelle n° 92-554 du 25 juin 1992.
6. ↑  Meet the French, strong supporters of regional languages – Eurolang Archived 2014年11月9日, at the Wayback Machine.
7. ↑  http://www.agencebretagnepresse.com/fetch.php?id=15278

## 資料
- WRIGHT (Sue), 2000, Jacobins, Regionalists and the Council of Europe’s Charter for Regional and Minority Languages, Journal of Multilingual and Multicural Development, vol. 21, n°5, p. 414-424.
- KYMLICKA (Will), Les droits des minorités et le multiculturalisme: l’évolution du débat anglo-américain , in KYMLICKA (Will) et MESURE (Sylvie) dir., Comprendre les identités culturelles, Paris, PUF, Revue de Philosophie et de sciences sociales n°1, 2000, p. 141-171.
- GEMIE, S. (2002), The politics of language : debates and identities in contemporary Brittany, French Cultural Studies n°13, p. 145-164.
- SZULMAJSTER-CELNIKER (Anne), La politique de la langue en France, La Linguistique, vol 32, n°2, 1996, p. 35-63.